# Marshall Claxton
Pour les articles homonymes, voir Claxton.
Marshall Claxton (12 mai 1811-28 juillet 1881) est un peintre britannique.